# Holonotus nigroaeneus
Holonotus nigroaeneus là một loài bọ cánh cứng trong họ Cerambycidae.